# Kinska
Kinska (tiếng Ukraina: Кінська), hay Konka (tiếng Ukraina: Конка) là một phụ lưu tả ngạn của sông Dnepr, chảy qua tỉnh Zaporizhzhia. Sông dài 146 km (91 mi), có diện tích lưu vực là 2.580 km2 (1.000 dặm vuông Anh). Các thành phố như Polohy và Orikhiv nằm ven sông.
Tên gọi sông hiện nay phỏng theo tên tiếng Tatar Krym của sông là Yilki Su, nghĩa là một vùng nước ngựa hoang. Tại cửa sông từng có dinh thự của Beylerbey Mamai của Hãn quốc Kim Trướng. Trong thế kỷ 18, sông có vai trò là biên giới giữa Đế quốc Nga và Đế quốc Ottoman (Hãn quốc Krym).
Một số học giả cho rằng sông Kinska là sông Kalka theo huyền thoại. Chính trên sông Kalka từng diễn ra một trong những thất bại khủng khiếp nhất của binh lính Kyiv Rus' trước quân Mông Cổ (Trận chiến trên sông Kalka). Sau thất bại này, Kyiv Rus' không còn cơ hội chống lại những kẻ du mục.
Kinska bắt nguồn từ cao nguyên Azov, phía đông nam làng Zrazkovoho. Sông chảy chủ yếu về phía tây bắc, ở phần hạ lưu là phía tây, phần cửa sông là phía tây nam. Nó chảy vào sông Dnepr tại (hồ chứa nước Kakhovka) ở phía nam Malokaterinivky. Trước khi hình thành hồ chứa nước Kakhovka, phần gần cửa sông chảy song song với sông chính Dnepr dọc theo bờ tả của thung lũng Dnepr, đôi khi tiến sát Dnepr, đôi khi di chuyển ra xa nó. Chiều rộng đoạn sông khi đó khoảng 120 m với độ sâu 4 m, khi chảy đến Velikyi Luh, nó được nối với sông Dnepr bằng nhiều kênh.
Sông Kinsk có độ dốc là 1,7 m/km. Thung lũng sông hẹp ở phần thượng lưu và trung lưu, mở rộng đến 3,5 km tại hạ lưu. Sông tách thành các nhánh và kênh ở vùng hạ lưu, độ sâu sông là 6–7 m, nguồn nước từ tuyết và mưa. Sông đóng băng không ổn định, từ tháng 12 đến đầu tháng 3.
Độ khoáng hóa của nước sông cao - trung bình nhiều năm qua: lũ mùa xuân - 2407 mg/dm³; giới hạn mùa hè-thu - 2766 mg/dm³; giới hạn mùa đông - 2812 mg/dm³..
Hồ chứa Zhdaniv và khoảng 140 ao được xây dựng trên sông Kinska. Tàu thuyền có thể đi lại trên một phần của sông. Sông được sử dụng cho ngư nghiệp (ở cửa sông).
Phụ lưu hữu ngạn có Sukha Kins'ka, Zherebets', Berestova, Komyshuvata. Phụ lưu tả ngạn có Ozherel'na, Tokmachka, Verbova, Balka Orikhova.